# Sister Queen
Sister Queen est un groupe de musique électronique français, actif dans les années 1990.

## Biographie
Initialement un quatuor formé par les drag queens Allison, Felicidad, Tonya et Yazz, le groupe est rapidement réduit à un duo entre Tonya et Yazz, tant pour les promotions que sur scène. L'Express décrit Tonya de « Toulousain d'origine hispano-belge, ex-animateur au Banana Café », et Yazz, « son complice marocain-indien aux yeux pervenche et au bon mètre quatre-vingt-quinze (sans les talons), sont la réplique française du phénomène. » Le groupe avait un slogan : « peace and condom » (« paix et capote »).
Sister Queen compte deux morceaux des genres dance-house : Let Me Be a Drag Queen, sorti en 1995, qui a culminé à la 9e place dans le top 50 français et à la 2e place en Belgique. Le morceau Saturday (Every Man a Queen), sorti en 1996, ne dépasse pas la 43e place dans les charts français. Ces morceaux apparaissent dans de nombreuses compilations dance : 30 pour Let Me Be a Drag Queen et 36 pour Saturday. En 1996, un album sort au Japon, simplement intitulé The Album, qui contient 10 titres et 7 remixes. En 1997, Cyber Queen, avec Richard Clayderman en invité, apparaît sur une compilation Dancemania.
En juin 2011, le titre Let Me Be a Drag Queen 2011 sort en version dancefloor.